# Алгоритм Бойера — Мура — Хорспула
Алгоритм Бойера — Мура — Хорспула — алгоритм поиска подстроки в строке, упрощённый вариант алгоритма Бойера — Мура. АБМХ работает лучше алгоритма Бойера — Мура на случайных текстах, оценка в среднем от {\displaystyle {\frac {1}{|\Sigma |}}} до {\displaystyle {\frac {2}{|\Sigma |+1}}} на один символ текста. К тому же, требующая многих предварительных вычислений эвристика совпавшего суффикса опускается.
Впрочем, оценка (в худшем случае на непериодических шаблонах) у АБМХ составляет |needle|·|haystack| (вместо 3|haystack| у Бойера-Мура).

## Описание алгоритма
Алгоритм является модификацией алгоритма Бойера — Мура. Идея алгоритма такова.
1. Сканирование слева направо, сравнение в режиме «чёрного ящика». Как и в примитивном алгоритме, совмещается начало текста и шаблона, проводится сравнение обычной процедурой «сравнить участки памяти». Если все символы шаблона совпали с наложенными символами строки, значит, подстрока найдена, и поиск окончен.
Если же какой-то символ шаблона не совпадает с соответствующим символом строки, шаблон сдвигается на несколько символов вправо. Эти «несколько» выбираются в соответствии с такой эвристикой.
2. Изменённая эвристика стоп-символа. Берём символ текста, оказавшийся над последним символом шаблона (независимо от того, где случилось несовпадение!). На рисунке это «b».
```
                             ↓ стоп-символ
Текст                a b a d b * * * *
Шаблон               a b b a d
Следующая проверка       a b b a d
```

Сдвигаем шаблон так, чтобы под стоп-символом оказалась буква «b» шаблона. Это реализуется с помощью таблицы смещений: для каждого символа алфавита храним максимально возможный сдвиг, не пропускающий стоп-символ. То есть (при нумерации строк с 1): shift(c) = |needle|−lastpos(c, needle[1..|needle|−1]), где lastpos — последнее вхождение символа в строку, needle[a..b] — операция взятия подстроки.
Для шаблона «abbad» таблица имеет следующий вид.
| Символ   | a | b | (все остальные) |
| Смещение | 1 | 2 | 5               |

Для символов, не вошедших в шаблон, величина смещения устанавливается равной длине шаблона — 5. Последний символ шаблона при вычислении таблицы смещений не рассматривается (чревато зацикливанием).
Таблицу удобнее рассчитывать, проходя по всем символам шаблона:
```
  for c=MIN_CHAR..MAX_CHAR
    shift[c] = |needle|
 
  for i=1..|needle|-1
    shift[needle[i]] = |needle|-i
```

## Пример работы алгоритма
Искомый шаблон — «abbad» (таблица для этого шаблона построена выше).
```
abeccacbadbabbad
abbad
```

Накладываем образец на строку. Последний символ исходной строки «с» не содержится в образце. Сдвигаем образец вправо на 5 позиций в соответствии со значением смещения для «с»:
```
abeccacbadbabbad
     abbad
```

Три символа образца совпали, а четвёртый — нет. Сдвигаем образец вправо на 5 позиций в соответствии со значением смещения для «d»:
```
abeccacbadbabbad
          abbad
```

Последний символ строки «a» не совпадает с символом шаблона. Сдвигаем образец вправо на 1 в соответствии со значением смещения для «a» и получаем искомое вхождение образца:
```
abeccacbadbabbad
           abbad
```

## Варианты

### Алгоритм Санди
За стоп-символ берём символ, следующий за needle.

### Алгоритм Райты
Эмпирический алгоритм, оптимизированный под английские тексты. Сравнивает последний символ, потом первый, потом средний, потом все остальные; при несовпадении — сдвиг по Хорспулу.

## Достоинства
Очень быстр в среднем[уточнить]. Прост в реализации. Использует стандартную функцию сравнения участков памяти, как правило, оптимизированную на ассемблерном уровне под конкретный процессор.

## Недостатки
Как и другие алгоритмы семейства Бойера-Мура, не модифицируется на приблизительный поиск, одновременный поиск нескольких строк.
Регрессия на «плохих» данных случается несколько чаще, чем в алгоритме Бойера — Мура. Чем разнообразнее символы в исходном тексте, тем лучше ведёт себя АБМХ.